# Мирне (Лозівська міська громада)
Ми́рне —  село в Україні, у Лозівській міській громаді Лозівського району Харківської області. Населення становить 279 осіб. До 2020 орган місцевого самоврядування — Миролюбівська селищна рада.

## Географія
Село Мирне знаходиться на відстані 4 км від сіл Полтавське, Михайлівка, Федорівка та селища Миролюбівка.
По селу протікає пересихаючий струмок з загатами.

## Історія
1929 — дата заснування.
12 червня 2020 року, відповідно до Розпорядження Кабінету Міністрів України  № 725-р «Про визначення адміністративних центрів та затвердження територій територіальних громад Харківської області», увійшло до складу Лозівської міської громади.
17 липня 2020 року, в результаті адміністративно-територіальної реформи та ліквідації колишнього Лозівського району (1923—2020), увійшло до складу новоутвореного Лозівського району Харківської області.